# Socata TBM-700
Le TBM 700 est un avion d'affaires français produit par Socata. Il s'agit d'un monomoteur turbopropulsé à aile basse conçu par Socata et Mooney.

## Caractéristiques

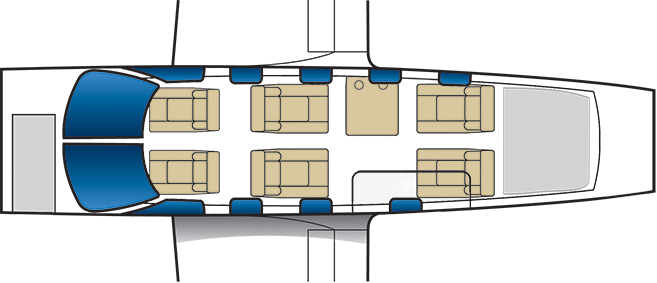
Configuration six places

Au début des années 1980, Mooney conçoit un appareil léger pressurisé équipé d'un moteur à pistons de 360 ch, le Mooney 301, qui vola pour la première fois le 7 avril 1983. Quand Mooney est racheté par des français en 1985, des discussions s'engagent entre Mooney et le constructeur français Socata pour produire un appareil turbopropulsé dérivé du 301. En juin 1987, la coentreprise TBM International voit le jour entre Mooney et l'Aérospatiale (la maison-mère de Socata) pour produire le TBM-700. Dans l'acronyme de la coentreprise, TB désigne Tarbes, la ville où est implanté Socata, et M désigne Mooney.
Le TBM-700 est plus lourd que le Mooney 301 mais développe deux fois plus de puissance. C'est le premier avion d'affaires monomoteur pressurisé à turbine (700 ch).
L'Armée française dispose de quelques exemplaires : 16 pour l'Armée de l'Air, 9 pour l'ALAT et 4 TBM 940 livrés en 2021 en remplacement de ses trois 3 TBM 700A pour la DGA.
Une version DRI (détection, reconnaissance, identification), équipée d'une tourelle rétractable Agile de TOSA, a été certifiée par l'AESA le 30 août 2010, après avoir été un sujet longtemps évoqué depuis les années 1990.
Avec une vitesse de croisière maximale de 300 nœuds, il est l'un des turbopropulseurs monomoteurs les plus rapides du marché — supplanté seulement par son propre successeur : le Socata TBM-850.
Le TBM 700 diffère de son successeur par deux caractéristiques principales :
- Une puissance de turbine inférieure de 150 ch ;
- Une avionique en instruments bord classique, alors que le TBM-850 est homologué d'emblée avec une planche de bord tout écran Garmin G1000. On note cependant que certains TBM-700 dûment modifiés chez le constructeur, Daher-Socata, à Tarbes, ont été équipés de cette même planche de bord tout écran[4]. Cette installation à rebours (rénovation) est non conventionnelle, car le Garmin G1000 n'est pas destiné à être installé en seconde monte, mais uniquement sur des appareils neufs. La gamme Garmin comprend le modèle G900X pour cela. Cependant, les armées françaises, avec 26 TBM-700, constituent plus de 5 % de tous les TBM livrés, et l'importance du client a sans doute motivé ce traitement de faveur en contrat global, associé à la formation ad hoc du personnel navigant et d'entretien.

Au total, 324 TBM-700 ont été produits.

## Opérateurs
L'avion est utilisé par des propriétaires privés, des compagnies aériennes charter et de location.
 France 25 appareils en 2025 (28 ans de moyenne d'âge a cette date)
- Armée de l'Air  : 16 exemplaires en 2024[1]. L'entretien a coûté 3,3 millions d'euros en 2013[6]
- Aviation légère de l'Armée de terre : 9 exemplaires en 2024[1], les 3 derniers commandés en 2000
- Direction générale de l'armement : 4 TBM 940 livrés en 2021 en remplacement de ses trois 3 TBM 700A[2]